# Sweet Jane (film)
Sweet Jane è un film statunitense del 1998 diretto da Joe Gayton.

## Distribuzione
Il film è stato presentato all'AFI Los Angeles Film Festival.